# Parti écologiste d'Ouzbékistan
 (janvier 2018).
Si vous disposez d'ouvrages ou d'articles de référence ou si vous connaissez des sites web de qualité traitant du thème abordé ici, merci de compléter l'article en donnant les références utiles à sa vérifiabilité et en les liant à la section « Notes et références ».
Le Parti écologiste d'Ouzbékistan (en ouzbek : O‘zbekiston ekologik partiyasi O'EP ; en russe : Экологическая партия Узбекистана), anciennement le Mouvement écologiste d'Ouzbékistan (en ouzbek : O`zbekiston ekologik hаrаkаti O'EP ; en russe : Экологическое Движение Узбекистана), est un parti politique ouzbek créé le 20 août 2008, et reconnu par le ministère de la Justice comme parti politique le 20 septembre 2008.
De 2008 à 2019, le Mouvement écologiste occupait de droit 15 des 150 sièges à la Chambre législative, la chambre basse de l'Oliy Majlis, le parlement de l'Ouzbékistan. Le 8 janvier 2019, lors d'un congrès, le Mouvement écologiste d'Ouzbékistan est renommé « Parti écologiste d'Ouzbékistan ».
Narzullo Oblomurodov est le chef du parti depuis 2021.